# Chamber Music
Chamber Music (рус. Камерная музыка) — второй студийный альбом американской ню-метал-группы Coal Chamber, выпущенный 7 сентября 1999 года лейбле Roadrunner Records.
В альбоме присутствуют элементы индустриальной и электронной музыки, особенно это заметно на кавер-версии песни Питера Гэбриела «Shock the Monkey». На изменение звучания повлияло участие нескольких клавишников, таких как Джей Гордон и Амир Дерак из индастриал-рок группы Orgy, DJ Lethal из Limp Bizkit и продюсерская помощь Дэйва Огилви из Skinny Puppy. Это самый успешный альбом группы с момента распада и достиг умеренного коммерческого и положительного критического успеха.

## Об альбоме
С этим релизом Coal Chamber значительно дистанцировались от звучания предыдущей пластинки, которая была вдохновлена такими группами, как Korn и White Zombie. Значительная часть песен в альбоме стала более мелодичной, чем на дебютной записи, что сделало запись более доступной для многих слушателей; благодаря производственной работы, проведённой над пластинкой, звуковая палитра Chamber Music была разбавлена индастриал/электронной музыкой, с уклоном в готику с мрачными текстами песен (напоминая больше группу Marilyn Manson, чем Bauhaus).
Исполненная кавер-версия песни «Shock the Monkey» Питера Гэбриэла при участии британского певца Оззи Осборна помогла стать группе более известной на «тяжёлой» музыкальной сцене.
Песня «What’s in Your Mind?» начинается с длинного примера бэкмаскинга. Песня «Tyler’s Song» была включена в саундтрек фильма «Крик 3».

## Выпуск
Chamber Music была выпущена 7 сентября 1999 года. С коммерческим успехом, который Coal Chamber получила с альбомом, группа гастролировала в качестве хедлайнеров и фестивальных туров. В Соединённых штатах было продано свыше 270 000 копий альбома. После выпуска Chamber Music за группой устоялся готический стиль. Группе удалось привлечь внимание жены Оззи Осборна Шэрон Осборн, которая стала их менеджером.

## Продвижение

### Проблемы во время гастролей Amazing Jeckel Brothers Tour

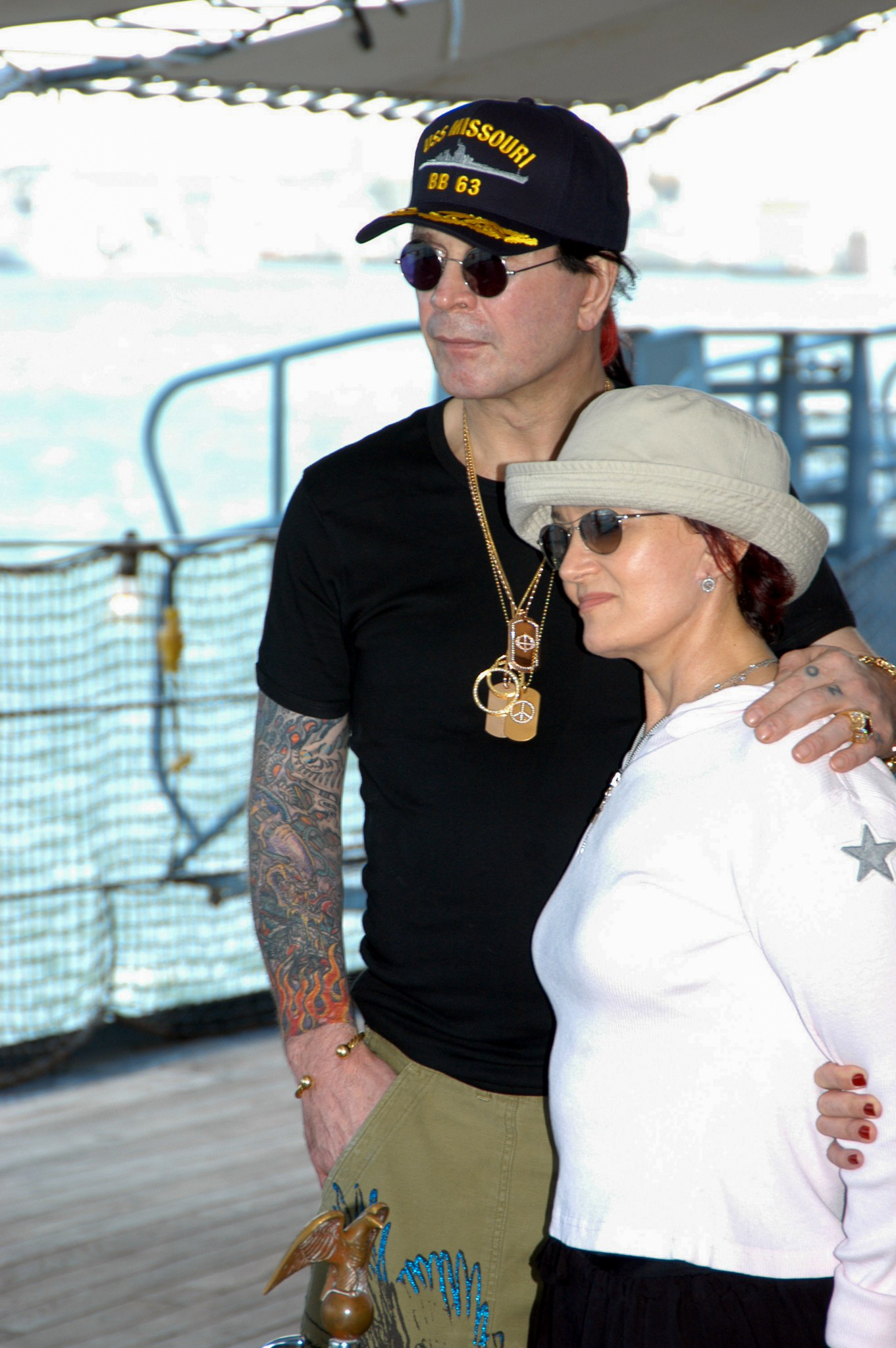
Оззи и Шэрон Осборны в 2004 году

В том году Coal Chamber приняли участие в туре Amazing Jeckel Brothers Tour, созданный в поддержку пятого альбома группы Insane Clown Posse вместе с музыкантами Biohazard, Krayzie Bone, Twiztid и Mindless Self Indulgence. В то время как Biohazard, Mindless Self Indulgence, Krayzie Bone и Twiztid были хорошо приняты аудиторией, в случае с Coal Chamber такого не было. Фанаты группы Insane Clown Posse не покупали билеты, так как им не нравилась группа. За три шоу, которые играла Coal Chamber, было несколько возвратов билетов. Участник ICP Violent J и его брат Роб приняли решение исключить Coal Chamber из тура; после этого возврат билетов на оставшиеся даты тура не производился. Участники Insane Clown Posse утверждали, что Coal Chamber были удалены из тура из-за проблем с оборудованием, но позже раскрыли истинную причину своих действий на шоу Говарда Стерна 19 августа 1999 года: 

Никто вам этого не скажет, потому что все боятся вашего толстожопого сучьего менеджера.
Позже тем же вечером Стерн связался с Джозефом Брюсом и Джозефом Ютслером, попросив их появиться на его шоу на следующий день, чтобы поговорить с менеджером Coal Chamber Шэрон Осборн.
Перед тем как шоу вышло в эфир, Осборн поспорила с Брюсом и Ютслером на 50 000 долларов, что следующий альбом Insane Clown Posse не будет продан тиражом даже 200 000 копий — пари, которое Брюс принял. В эфире Осборн сообщила Брюсу и Ютслеру, что Coal Chamber подали в суд за нарушение контракта. Осборн заявила, что её группа должна была получать 12 500 долларов за шоу за запланированный двухмесячный тур. Брюс повторил, что музыка Coal Chamber не понравилась фанатам группы Insane Clown Posse, и что возврат билетов уменьшился после того, как Coal Chamber были удалены из тура. Затем Осборн обнародовала пари с Брюсом о следующем альбоме Insane Clown Posse, также заявив, что дуэт впоследствии будет исключён из их дистрибьютора. По словам Осборн: «вы мертвы. Ваша карьера окончена». Брюс предсказал, что следующий альбом группы будет продан тиражом не менее 500 000 копий; однако официально ставка составляла 200 000 копий, как договорились Брюс и Осборн за кулисами.

## Список композиций
Все тексты песен написаны вокалистом Дезом Фафарой. Композиторы всей музыки в альбоме является группа Coal Chamber, за исключением песни «Shock the Monkey» — Питер Гэбриэл.
| №   | Название                                  | Длительность |
| --- | ----------------------------------------- | ------------ |
| 1.  | «Mist»                                    | 0:43         |
| 2.  | «Tragedy»                                 | 2:51         |
| 3.  | «El Cu Cuy»                               | 4:22         |
| 4.  | «Untrue»                                  | 3:26         |
| 5.  | «Tyler's Song»                            | 2:49         |
| 6.  | «What's in Your Mind?»                    | 3:55         |
| 7.  | «Not Living»                              | 3:50         |
| 8.  | «Shock the Monkey» (при уч. Оззи Осборна) | 3:42         |
| 9.  | «Burgundy»                                | 2:11         |
| 10. | «Entwined»                                | 3:49         |
| 11. | «Feed My Dreams»                          | 2:55         |
| 12. | «My Mercy»                                | 4:04         |
| 13. | «No Home»                                 | 5:09         |
| 14. | «Shari Vegas»                             | 3:16         |
| 15. | «Notion»                                  | 3:27         |
| 16. | «Anything but You»                        | 4:42         |

## Участники записи
Coal Chamber
- Дез Фафара — вокал
- Мигель «Мигс» Раксон — гитара, бэк-вокал и клавишные («Untrue»)
- Райана Фосс-Роуз — бас
- Майк «Баг» Кокс — барабаны

Производственный персонал
- Джош Абрахам — клавиши, программирование
- Оззи Осборн — вокал в «Shock the Monkey»
- DJ Lethal — микширование в «Notion»
- Эйми Эхо — вокал в «Burgundy» и «My Mercy»
- Амир Дерак (Orgy) — перкуссия в «No Home», клавиши в «Notion», дополнительное микширование

## Позиции в чартах
| Чарт (2002 г.)                      | Позиция в чартах |
| ----------------------------------- | ---------------- |
| Австралия (ARIA)                    | 29               |
| Нидерланды (Album Top 100)          | 49               |
| Финляндия (Suomen virallinen lista) | 18               |
| Франция (SNEP)                      | 70               |
| Германия (Offizielle Top 100)       | 70               |
| Новая Зеландия (RMNZ)               | 22               |
| Шотландия (Scottish Albums Chart)   | 34               |
| Великобритания (UK Albums Chart)    | 21               |

| Год  | Название           | Чарт                          | Позиция |
| ---- | ------------------ | ----------------------------- | ------- |
| 1999 | «Shock the Monkey» | UK Singles Chart              | 90      |
| 1999 | «Shock the Monkey» | US Hot Mainstream Rock Tracks | 26      |